# Mu del Dragó
Mu del Dragó (μ Draconis) és un sistema estel·lar múltiple de la constel·lació del Dragó. El seu component principal, Mu del Dragó A, rep el nom d'Alrakis, que prové de l'àrab ar-rāqiṣ, «el dançant». Es troba a 88 anys llum de distància del sistema solar.
Les dues components principals del sistema són dues nanes grogues de tipus espectral F5V i F7V. Ambdues de magnitud aparent +5,8, són semblants a Tabit (π3 Orionis), γ Serpentis o χ Draconis A, aquesta última també al Dragó. Igual que el Sol, són estels de la seqüència principal encara que més calents i lluminosos que aquest. Així, la lluminositat conjunta del sistema equival a 7 vegades la lluminositat solar. Els dos estels tenen una grandària semblant, sent el seu radi aproximadament un 50 % més gran que el radi solar. La massa estimada de l'estrella F5 és un 20 % major que la del Sol, mentre que la de la seva companya és un 10 % major que la del nostre estel.
El període orbital del sistema és de 672 anys, sent la separació mitjana entre ambdós components de 109 UA. No obstant això, l'acusada excentricitat de l'òrbita fa que la separació variï en un factor de 2,5 entre 62 i 156 UA; l'últim periastre va tenir lloc en 1949. El pla orbital està inclinat 35º respecte al plànol del cel.
Al mateix temps, l'estel de tipus F7 té una companya propera. Aquesta és una nana groga de tipus G4V semblant al Sol, amb una massa estimada de 0,9 masses solars. La separació mitjana entre aquests dos estels és ~ de 4 UA. Una quarta component llunyana orbita al voltant de les altres tres estels amb un període de l'ordre de 4000 anys. De magnitud aparent +11,7, sembla una nana roja de tipus M3.